# Doris Trachsel
Pour les articles homonymes, voir Trachsel.
 (août 2022).
Si vous disposez d'ouvrages ou d'articles de référence ou si vous connaissez des sites web de qualité traitant du thème abordé ici, merci de compléter l'article en donnant les références utiles à sa vérifiabilité et en les liant à la section « Notes et références ».
Doris Trachsel est une fondeuse suisse, née le 27 avril 1984 à Fribourg.

## Biographie
Elle débute en Coupe du monde en décembre 2004 à Berne. Elle obtient son meilleur résultat en mars 2011 avec une 12e place en sprint classique à Lahti.
Aux Jeux olympiques d'hiver de 2010, elle est 17e du sprint par la équipes.
Elle participe aux Championnats du monde en 2005 et 2011.
Elle arrête sa carrière sportive en 2014 après avoir échoué à être sélectionnée pour les Jeux olympiques de Sotchi.

## Palmarès

### Coupe du monde
- Meilleur classement général : 68e en 2011.
- Meilleur résultat individuel : 12e.